# Roca Custodio
Der Roca Custodio (von spanisch custodio ‚Vormund‘) ist ein niedriger und unvereister Klippenfelsen vor der Loubet-Küste des Grahamlands auf der Antarktischen Halbinsel. Im Bigourdan-Fjord liegt er unmittelbar südöstlich des Guardian Rock.
Argentinische Wissenschaftler benannten ihn in Anlehnung an die Benennung des benachbarten Felsens.